# Oleksandr Nedovjesov
Oleksandr Serhijovyč Nedovjesov, traslitterato come Aleksandr Nedovyesov dall'ATP (in ucraino Олександр Сергійович Недовєсов?, in russo Александр Сергеевич Недовесов?, Aleksandr Sergeevič Nedovesov; Alušta, 15 febbraio 1987), è un tennista ucraino naturalizzato kazako.
A partire dal 2020 si è imposto all'attenzione in doppio, specialità in cui ha vinto tre titoli ATP, svariati altri nel circuito Challenger e il suo miglior ranking ATP è il 38º posto del maggio 2024.
Nella prima parte della carriera si è messo in luce anche in singolare vincendo tre titoli nel circuito Challenger e ha raggiunto il 72º posto del ranking ATP nell'aprile 2014; ha inoltre giocato diversi tornei del circuito maggiore, non ha mai superato il secondo turno e dal 2021 gioca quasi esclusivamente in doppio. Dopo aver difeso nei primi anni i colori ucraini, dal 2014 gioca in rappresentanza del Kazakistan.

## Carriera

### 2004-2006, inizi, esordio in Coppa Davis per l'Ucraina e primi titoli da professionista
Partecipa ai primi tornei tra i professionisti nel 2004, inizia a giocare con continuità nel luglio 2005 e subito disputa le sue prime due finali in tornei di doppio del circuito ITF, perdendole entrambe. Quello stesso mese fa il suo esordio nella squadra ucraina di Coppa Davis in occasione della sfida vinta 3-2 con l'Ungheria, viene schierato in singolare a risultato acquisito e perde in tre set contro Sebo Kiss; sarà la sua unica apparizione in Davis in rappresentanza dell'Ucraina. A dicembre gioca e perde la prima finale ITF in singolare. Nel giugno 2006 alza il primo trofeo da professionista vincendo in coppia con Michail Elgin il torneo di doppio all'ITF Ukraine F4. Il primo titolo in singolare arriva l'agosto successivo all'ITF Romania F15 con il successo in finale sul francese Jordane Doble, e nello stesso torneo si impone anche in doppio. Dopo aver vinto un altro titolo ITF di doppio, nel settembre 2006 vince nel torneo di doppio a Donec'k il primo titolo Challenger in carriera.

### 2007-2012, nel circuito dei college statunitensi e ritorno tra i professionisti
Nel 2007 si trasferisce a studiare negli Stati Uniti e continua a giocare a tennis nei campionati di College NCAA per la Oklahoma State University. Riscuote un discreto successo, viene inserito per tre volte negli All-America e viene nominato tennista nazionale dei College per l'anno 2009. In questi quattro anni gioca raramente tra i professionisti, vincendo in totale tre titoli ITF in doppio e uno in singolare. Rientra a giocare con regolarità nel 2012 e quell'anno vince tornei solo in doppio, sei nel circuito ITF e il suo secondo titolo in un Challenger.

### 2013, primi titoli Challenger in singolare e top 100
Si impone all'attenzione nel 2013 allorquando si aggiudica i primi tre titoli in singolare del circuito Challenger in carriera nei tornei di Praga, Stettino e Kazan'. In ottobre entra per la prima volta nella top 100 del ranking di singolare ma il successo a Kazan' rimarrà l'ultimo della carriera in singolare. Quello stesso mese supera per la prima volta le qualificazioni di un torneo ATP a Mosca e viene subito eliminato da Andrej Golubev. Gli ottimi risultati gli consentono di partecipare alle ATP Challenger Tour Finals di fine anno, supera il round-robin con i successi su Guilherme Clezar e Adrian Ungur e viene eliminato in semifinale da Alejandro González. Nell'arco della stagione vince anche due tornei Challenger in doppio e abbandona i tornei ITF.

### 2014, 72º nel ranking di singolare, ed esordio in Coppa Davis con il Kazakistan
Nell'aprile 2014 debutta nella squadra kazaka di Coppa Davis nella sfida dei quarti di finale contro la Svizzera e vince a sorpresa il doppio in coppia con Andrej Golubev, battendo 6-4, 7-6, 4-6, 7-6 Federer / Wawrinka. Nella prima parte del 2014 continua inoltre a scalare posizioni nel ranking ATP con alcune partecipazioni ai tornei del circuito principale. Sempre in aprile supera per la prima volta un turno nel circuito maggiore a Casablanca con il successo sulla testa di serie nº 7 Robin Haase; esce di scena al secondo turno e una settimana dopo si trova al 72º posto mondiale, che resterà il suo miglior ranking in carriera. A maggio, di nuovo sulla terra rossa, batte al primo turno Somdev Devvarman al Roland Garros, e viene eliminato al secondo turno dal numero sei del mondo Tomáš Berdych in quattro set dopo quasi tre ore di gioco.
Fa il suo esordio in doppio in una prova del Grande Slam giocando con Dmitrij Tursunov a Wimbledon e raggiungono il secondo turno. Supera il primo turno in singolare anche ai successivi US Open, e al secondo turno è il numero dieci del mondo Jo-Wilfried Tsonga a estrometterlo dal torneo. I risultati del 2014 dimostrano come riesca ad adattarsi alle diverse superfici, ma nella parte finale della stagione, pur continuando a prendere parte con regolarità ai tornei del circuito ATP, i pochi passaggi di turno lo fanno tornare ampiamente oltre la 100ª posizione del ranking; solo nel Challenger di Indore riesce a raggiungere la finale.

### 2015-2018, calo di rendimento in singolare e successi nei Challenger in doppio
Nel 2015 arriva in finale al Challenger di Bergamo, e viene sconfitto da Benoît Paire per 6-3 7-6. Rientra nella top 100 in luglio dopo una semifinale Challenger, la qualificazione al main draw di Wimbledon, dove viene eliminato al primo turno, e il successo su Nick Kyrgios in Coppa Davis. Ne esce definitivamente a settembre, e dovrà aspettare il 2018 per disputare un'altra finale - l'ultima della carriera in singolare - che perderà in tre set contro Lukáš Rosol al Challenger di Praga. Tra il 2014 e il 2017 aveva nel frattempo vinto altri sei tornei Challenger in doppio. Nel 2018 torna a giocare due tornei ITF, vincendo in doppio l'unico titolo della stagione.

### 2019-2021, 12 titoli Challenger e top 100 in doppio
A partire dal 2019, i suoi risultati e la classifica in doppio sono migliori rispetto a quelli in singolare, nel corso della stagione vince due delle tre finali Challenger disputate in doppio e verso fine anno rientra nella top 200 del ranking ATP, da cui era uscito nel maggio 2016, mentre in singolare non va oltre una semifinale in un torneo Challenger e a novembre esce dalla top 300. Continua a risalire il ranking di doppio nel 2020, vincendo altri tre tornei Challenger, e nel 2021, quando gioca dieci finali e ne vince sette. A maggio entra per la prima volta nella top 100 di specialità e a novembre si porta in 71ª posizione. Le sue apparizioni in singolare diventano sempre più rare.

### 2022, prime due finali ATP e top 50
All'esordio stagionale del 2022 ottiene il risultato più significativo da inizio carriera raggiungendo in doppio al Melbourne Summer Set la prima finale ATP, e in coppia con Aisam-ul-Haq Qureshi viene sconfitto 4-6, 4-6 dagli specialisti Wesley Koolhof / Neal Skupski. Il mese successivo raggiunge con Qureshi la finale anche all'ATP 250 di Delray Beach e vengono sconfitti al terzo set da Marcelo Arévalo / Jean-Julien Rojer. Arrivano quindi in semifinale nei tornei ATP di Marrakech e Lione. Eliminati al primo turno del Roland Garros, dove Nedovjesov fa il suo esordio, perdono la finale sull'erba del Challenger di Surbiton. Raggiungono i quarti ai tornei ATP di Stoccarda e Eastbourne e il secondo turno a Wimbledon. Al successivo torneo ATP di Båstad arriva in semifinale con Nikola Ćaćić  e ad agosto sale al 54º posto mondiale, nuovo best ranking. Eliminato al secondo turno agli US Open, nella fase a gruppi delle finali di Coppa Davis sconfigge assieme a Bublik gli specialisti Rajeev Ram / Jack Sock. Si mette in luce in autunno con la semifinale raggiunta con Golubev all'ATP 500 di Basilea e il Challenger vinto con Molčanov a Bratislava, risultati con cui chiude la stagione alla 50ª posizione, nuovo best ranking.

### 2023, primi due titoli ATP, altre tre finali ATP e 43º nel ranking
Anche a inizio 2023 gioca con Golubev e, dopo le eliminazioni al primo turno nei primi due tornei stagionali, raggiungono il secondo turno agli Australian Open. A febbraio vengono sconfitti in semifinale a Córdoba e nei quarti a Buenos Aires. Ad aprile perdono in semifinale anche a Houston. Nedovjesov si spinge fino alla finale al successivo ATP 250 di  Banja Luka in coppia con Francisco Cabral, e vengono sconfitti in due set da Jamie Murray / Michael Venus. Al Roland Garros, dove gioca in coppia con Miguel Ángel Reyes Varela, raggiunge per la prima volta il terzo turno in uno Slam e vengono sconfitti dai numeri 1 del mondo Wesley Koolhof / Neal Skupski.
Raggiunge la finale al successivo ATP 250 di 's-Hertogenbosch assieme a Gonzalo Escobar e viene di nuovo sconfitto da Skupski / Koolhof, che si impongono in due set. I due si riscattano subito dopo vincendo il Challenger 125 di Ilkley. Il 23 luglio 2023, in coppia con Escobar vince il suo primo titolo ATP al Båstad Open con il successo in finale su Francisco Cabral / Rafael Matos per 6-2, 6-2; a fine torneo porta il best ranking alla 45ª posizione. Sale alla 44ª dopo la finale persa in due set al successivo torneo di Kitzbühel contro Alexander Erler / Lucas Miedler. Vince solo 2 dei successivi 6 incontri ma a ottobre sale al 43º posto del ranking. A fine stagione vincono il titolo all'ATP di Sofia superando in finale per 13-11 nel set decisivo Julian Cash / Nikola Mektić.

### 2024, un titolo ATP e 38º nel ranking
A inizio stagione raggiungono la semifinale all'ATP di Adelaide e a febbraio perdono in finale al Los Cabos Open contro Max Purcell / Jordan Thompson. A fine marzo si aggiudicano il Challenger di Gerona e la settimana successiva vincono anche il torneo ATP dell'Estoril battendo in finale Sadio Doumbia / Fabien Reboul in due set. La coppia francese si prende subito la rivincita al secondo turno del Madrid Open, dopo la vittoria di Nedovjesov / Escobar sui quotati Marcelo Melo / Rajeev Ram. Raggiunge con Escobar la semifinale al Challenger 175 di Torino e porta il miglior ranking al 38º posto mondiale. Al Geneva Open eliminano i top 30 Nathaniel Lammons / Jackson Withrow ed escono al secondo turno.
Ha quindi inizio un periodo di scarsi risultati nel quale tra le sconfitte al primo turno vi sono quelle a Wimbledon, al suo debutto olimpico ai Giochi di Parigi (assieme a Bublik) e agli US Open. Sono invece di rilievo la semifinale che raggiungono all'ATP di Kitzbühel e la isolata vittoria su Wesley Koolhof / Nikola Mektić a Winston-Salem. Ha fine il sodalizio con Escobar e al primo torneo in coppia con Robert Galloway raggiunge la finale all'European Open, persa al terzo set contro Alexander Erler / Lucas Miedler. Non raccoglie altri risulktati di rilievo negli ultimi tornei stagionali.

### 2025, ultimi incontri e annuncio del ritiro
All'inizio del 2025 disputa due soli tornei senza vincere alcun match, dopo la sconfitta agli Australian Open annuncia il suo addio alla squadra kazaka di Coppa Davis e il suo ritiro dall'agonismo a causa dei frequenti infortuni nelle ultime due stagioni e dell'infortunio alla spalla di cui soffriva in quel momento. Fa inoltre sapere di essere entrato nello staff tecnico della Federazione tennistica kazaka e che non esclude un suo possibile rientro nel circuito in futuro per disputare occasionalmente qualche torneo.

## Statistiche
Aggiornate al termine della carriera.

### Doppio

#### Vittorie (3)
| Legenda              |
| Grande Slam (0)      |
| ATP Finals (0)       |
| ATP Masters 1000 (0) |
| ATP Tour 500 (0)     |
| ATP Tour 250 (3)     |

| N. | Data             | Torneo                | Superficie  | Compagno        | Avversari in finale           | Punteggio         |
| 1. | 23 luglio 2023   | Båstad Open, Båstad   | Terra rossa | Gonzalo Escobar | Francisco Cabral Rafael Matos | 6-2, 6-2          |
| 2. | 11 novembre 2023 | Sofia Open, Sofia     | Cemento (i) | Gonzalo Escobar | Julian Cash Nikola Mektić     | 6-3, 3-6, [13-11] |
| 3. | 7 aprile 2024    | Estoril Open, Cascais | Terra rossa | Gonzalo Escobar | Sadio Doumbia Fabien Reboul   | 7-5, 6-2          |

#### Finali perse (7)
| Legenda              |
| Grande Slam (0)      |
| ATP Finals (0)       |
| ATP Masters 1000 (0) |
| ATP Tour 500 (0)     |
| ATP Tour 250 (7)     |

| N. | Data             | Torneo                          | Superficie  | Compagno             | Avversari in finale               | Punteggio           |
| 1. | 8 gennaio 2022   | Melbourne Summer Set, Melbourne | Cemento     | Aisam-ul-Haq Qureshi | Wesley Koolhof Neal Skupski       | 4-6, 4-6            |
| 2. | 20 febbraio 2022 | Delray Beach Open, Delray Beach | Cemento     | Aisam-ul-Haq Qureshi | Marcelo Arévalo Jean-Julien Rojer | 2-6, 7-6(5), [4-10] |
| 3. | 23 aprile 2023   | Srpska Open, Banja Luka         | Terra rossa | Francisco Cabral     | Jamie Murray Michael Venus        | 5-7, 2-6            |
| 4. | 17 giugno 2023   | Rosmalen Open, 's-Hertogenbosch | Erba        | Gonzalo Escobar      | Neal Skupski Wesley Koolhof       | 6(1)-7, 2-6         |
| 5. | 5 agosto 2023    | Austrian Open, Kitzbühel        | Terra rossa | Gonzalo Escobar      | Alexander Erler Lucas Miedler     | 4-6, 4-6            |
| 6. | 24 febbraio 2024 | Los Cabos Open, Los Cabos       | Cemento     | Gonzalo Escobar      | Max Purcell Jordan Thompson       | 5-7, 6(2)-7         |
| 7. | 20 ottobre 2024  | European Open, Anversa          | Cemento (i) | Robert Galloway      | Alexander Erler Lucas Miedler     | 4-6, 6-1, [8-10]    |

### Tornei minori

#### Singolare

##### Vittorie (9)
| Legenda tornei minori |
| Challenger (3)        |
| Futures (6)           |

| N. | Data              | Torneo                     | Superficie  | Avversario in finale | Punteggio        |
| 1. | 13 agosto 2006    | Romania F15                | Cemento     | Jordane Doble        | 0-6, 6-3, 6-2    |
| 2. | 20 giugno 2010    | Serbia F1                  | Terra rossa | Dušan Lajović        | 6-4, 6-2         |
| 3. | 11 marzo 2012     | Ukraine F3                 | Cemento     | Viktor Galović       | 6-2, 6-3         |
| 4. | 8 aprile 2012     | Turkey F13                 | Cemento     | Adrian Sikora        | 6-4, 6(6)-7, 6-3 |
| 5. | 10 giugno 2012    | Turkey F22                 | Cemento     | Ivan Serheev         | 6-2, 7-6(2)      |
| 6. | 15 luglio 2012    | Armenia F2                 | Terra rossa | Stanislav Vovk       | 4-6, 6-4, 7-5    |
| 7. | 16 giugno 2013    | I. ČLTK Prague Open, Praga | Terra rossa | Javier Martí         | 6-0, 6-1         |
| 8. | 23 settembre 2013 | Szczecin Open, Stettino    | Terra rossa | Pere Riba            | 6-2, 7-5         |
| 9. | 27 ottobre 2013   | Kazan Kremlin Cup, Kazan'  | Cemento (i) | Andrej Golubev       | 6-4, 6-1         |

##### Finali perse (8)
| Legenda tornei minori |
| Challenger (5)        |
| Futures (3)           |

| N. | Data             | Torneo                                       | Superficie  | Avversario in finale | Punteggio           |
| 1. | 4 dicembre 2005  | Israel F2                                    | Cemento     | Lazar Magdincev      | 6(3)-7, 6(2)-7      |
| 2. | 15 agosto 2010   | Belarus F1                                   | Cemento     | Guillermo Olaso      | 2-6, 2-6            |
| 3. | 10 marzo 2013    | Ukraine F3                                   | Cemento     | Artem Smyrnov        | 6(2)-7, 6-3, 6(2)-7 |
| 4. | 19 maggio 2013   | Samarkand Challenger, Samarcanda             | Terra rossa | Tejmuraz Gabašvili   | 3-6, 4-6            |
| 5. | 23 febbraio 2014 | Delhi Open, Nuova Delhi                      | Cemento     | Somdev Devvarman     | 3-6, 1-6            |
| 6. | 20 ottobre 2014  | Indore Open ATP Challenger, Indore           | Cemento     | Saketh Myneni        | 3-6, 7-6(4), 3-6    |
| 7. | 16 febbraio 2015 | Internazionali di Tennis di Bergamo, Bergamo | Cemento (i) | Benoît Paire         | 3-6, 6(3)-7         |
| 8. | 29 luglio 2018   | I. ČLTK Prague Open, Praga                   | Terra rossa | Lukáš Rosol          | 6-4, 3-6, 4-6       |

#### Doppio

##### Vittorie (38)
| Legenda tornei minori |
| Challenger (25)       |
| Futures (13)          |

| N.  | Data              | Torneo                                           | Superficie  | Compagno                 | Avversari in finale                    | Punteggio           |
| 1.  | 10 giugno 2006    | Ukraine F4, Horlivka                             | Terra rossa | Michail Elgin            | Ernest Zurabian Andrei Gorban          | 7-6(4), 6-2         |
| 2.  | 12 agosto 2006    | Romania F15, Craiova                             | Terra rossa | Denys Molčanov           | Catalin-Ionut Gard Marcel-Ioan Miron   | 6-4, 6-1            |
| 3.  | 19 agosto 2006    | Romania F16, Arad                                | Terra rossa | Denys Molčanov           | Adrian Cruciat Marcel-Ioan Miron       | 6-4, 6-2            |
| 4.  | 9 settembre 2006  | Alexander Kolyaskin Memorial, Donec'k            | Cemento     | Aleksandr Yarmola        | Aleksandr Aksyonov Vladyslav Klymenko  | 6-4, 6-2            |
| 5.  | 16 giugno 2007    | Ukraine F3, Čerkasy                              | Terra rossa | Deniss Pavlovs           | Aleksandr Yarmola Aleksandr Agafonov   | 6-3, 6-4            |
| 6.  | 19 giugno 2010    | Serbia F1, Belgrado                              | Terra rossa | Vadym Oleksijenko        | Predrag Rusevski Aleksander Slović     | 7-6(5), 6-3         |
| 7.  | 26 giugno 2010    | Serbia F2, Belgrado                              | Terra rossa | Vadym Oleksijenko        | Vladimir Obradović Arsenije Zlatanović | 6-1, 6-3            |
| 8.  | 12 maggio 2012    | Bulgaria F1, Varna                               | Terra rossa | Ivan Serheev             | Dimităr Kuzmanov Valentin Dimov        | 6-1, 6-1            |
| 9.  | 2 giugno 2012     | Turkey F21, Mersin                               | Terra rossa | Ivan Serheev             | Maverick Banes Brydan Klein            | 3-6, 6-1, [10-7]    |
| 10. | 9 giugno 2012     | Turkey F22, Konya                                | Cemento     | Ivan Serheev             | Daniel Glancy W. Boe-Wiegaard          | 7-6(5), 6-1         |
| 11. | 23 giugno 2012    | Russia F8, Kazan'                                | Terra rossa | Ivan Serheev             | A. Rumjancev Aleksandr Lobkov          | 6-2, 6-4            |
| 12. | 7 luglio 2012     | Armenia F1, Erevan                               | Terra rossa | Andrei Ciumac            | Patrick Elias Vladyslav Manafov        | 6-3, 6-1            |
| 13. | 14 luglio 2012    | Armenia F2, Erevan                               | Terra rossa | Andrei Ciumac            | Patrick Elias Vladyslav Manafov        | 6-4, 6-2            |
| 14. | 11 agosto 2012    | Samarkand Challenger, Samarcanda                 | Terra rossa | Ivan Serheev             | Divij Sharan Vishnu Vardhan            | 6-4, 7-6(1)         |
| 15. | 18 maggio 2013    | Samarkand Challenger, Samarcanda                 | Terra rossa | Farrukh Dustov           | Radu Albot Jordan Kerr                 | 6-1, 7-6(7)         |
| 16. | 7 settembre 2013  | Brașov Challenger, Brașov                        | Terra rossa | Jaroslav Pospíšil        | T-D Crăciun P-A Luncanu                | 6-3, 6-1            |
| 17. | 18 ottobre 2014   | Indore Open ATP Challenger, Indore               | Cemento     | Adrián Menéndez Maceiras | Yuki Bhambri Divij Sharan              | 2-6, 6-4, [10-3]    |
| 18. | 10 gennaio 2015   | City of Onkaparinga ATP Challenger, Happy Valley | Cemento     | Andrej Kuznecov          | Alex Bolt Andrew Whittington           | 7-5, 6-4            |
| 19. | 14 marzo 2015     | ATP Challenger Guangzhou, Guangzhou              | Cemento     | Daniel Muñoz de la Nava  | Fabrice Martin Purav Raja              | 6-2, 7-5            |
| 20. | 19 settembre 2015 | Istanbul Challenger, Istanbul                    | Cemento     | Andrej Kuznecov          | Aleksandre Metreveli Anton Zajcev      | 6-2, 5-7, [10-8]    |
| 21  | 25 novembre 2016  | Astana Challenger Capital Cup, Astana            | Cemento     | Timur Khabibulin         | Michail Elgin Denis Istomin            | 7-6(7), 6-2         |
| 22. | 6 ottobre 2017    | Almaty Challenger, Almaty                        | Terra rossa | Timur Khabibulin         | Ivan Gachov Nino Serdarušić            | 1-6, 6-3, [10-3]    |
| 23. | 17 febbraio 2018  | Kazakhstan F1, Aktobe                            | Cemento     | Timur Khabibulin         | A. Pavljuĉenkov Vladimir Poljakov      | 6-2, rit.           |
| 24. | 20 luglio 2019    | President's Cup, Nur Sultan                      | Cemento     | Andrej Golubev           | Chung Yun-seong Nam Ji-sung            | 6-4, 6-4            |
| 25. | 14 settembre 2019 | Istanbul                                         | Cemento     | Andrej Golubev           | Marek Gengel Lukáš Rosol               | walkover            |
| 26. | 17 gennaio 2020   | Bangkok Challenger, Bangkok                      | Cemento     | Andrej Golubev           | Sanchai Ratiwatana Christopher Rungkat | 3-6, 7-6(1), [10-5] |
| 27. | 1º febbraio 2020  | Open Quimper Bretagne, Quimper                   | Cemento     | Andrej Golubev           | Ivan Sabanov Matej Sabanov             | 6-4, 6-2            |
| 27. | 21 novembre 2020  | Orlando Open, Orlando                            | Cemento     | Andrej Golubev           | Mitchell Krueger Jackson Withrow       | 7-5, 6-4            |
| 29. | 30 gennaio 2021   | Antalya Challenger, Adalia                       | Terra rossa | Denys Molčanov           | Luis David Martínez D. Vega Hernández  | 3-6, 6-4, [18-16]   |
| 30. | 6 febbraio 2021   | Antalya Challenger II, Adalia                    | Terra rossa | Denys Molčanov           | Alex Lawson Robert Galloway            | 6-4, 7-6(2)         |
| 31. | 27 febbraio 2021  | Nur-Sultan Challenger, Nur-Sultan                | Cemento     | Denys Molčanov           | Max Schnur Nathan Pasha                | 6-4, 6-4            |
| 32. | 10 aprile 2021    | Split Open, Spalato                              | Terra rossa | Andrej Golubev           | Szymon Walków Jan Zieliński            | 7-5, 6(5)-7, [10-5] |
| 33. | 12 giugno 2021    | Bratislava Open, Bratislava                      | Terra rossa | Denys Molčanov           | Sander Arends Luis David Martínez      | 7-6(5), 6-1         |
| 34. | 19 giugno 2021    | Czech Open, Prostějov                            | Terra rossa | Gonçalo Oliveira         | Roman Jebavý Zdeněk Kolář              | 1-6, 7-6(5), [10-6] |
| 35. | 11 settembre 2021 | Kyiv Open, Kiev                                  | Terra rossa | Orlando Luz              | Denys Molčanov Serhij Stachovs'kyj     | 6-4, 6-4            |
| 36. | 12 novembre 2022  | Slovak Open, Bratislava                          | Cemento (i) | Denys Molčanov           | Petr Nouza Andrew Paulson              | 4-6, 6-4, [10-6]    |
| 37. | 24 giugno 2023    | Ilkley Trophy, Ilkley                            | Erba        | Gonzalo Escobar          | Robert Galloway John-Patrick Smith     | 2-6, 7-5, [11-9]    |
| 38. | 31 marzo 2024     | Girona Challenger, Gerona                        | Terra rossa | Gonzalo Escobar          | Jonathan Eysseric Albano Olivetti      | 7-6(1), 6-4         |

##### Finali perse (23)
| Legenda tornei minori |
| Challenger (12)       |
| Futures (11)          |

| N.  | Data              | Torneo                                           | Superficie  | Compagno             | Avversari in finale                   | Punteggio            |
| 1.  | 9 luglio 2005     | Romania F10, Focșani                             | Terra rossa | Nikolai Dyachok      | Jorge Aguilar Caio Zampieri           | 4-6, 0-6             |
| 2.  | 30 luglio 2005    | Romania F13, Targu Mureş                         | Terra rossa | Nikolai Dyachok      | Jorge Aguilar Felipe Parada           | 1-6, 2-6             |
| 3.  | 15 ottobre 2005   | Ukraine F3, Illičivs'k                           | Terra rossa | Mykola Djačok        | Serhij Bubka Mychajlo Filima          | 1-6, 3-6             |
| 4.  | 3 dicembre 2005   | Israel F2, Ramat HaSharon                        | Cemento     | Deniss Pavlovs       | Dudi Sela Victor Kolik                | 3-6, 3-6             |
| 5.  | 6 maggio 2006     | Uzbekistan F3, Namangan                          | Cemento     | Michail Kukuškin     | Jean-François Bachelot Nicolas Tourte | 5-7, 3-6             |
| 6.  | 3 giugno 2006     | Ukraine F3, Čerkasy                              | Terra rossa | Serhij Bubka         | A. Krasnoruckij A. Kudrjavcev         | 3-6, 6-4, 2-6        |
| 7.  | 29 luglio 2006    | Romania F13, Hunedoara                           | Terra rossa | Vladyslav Bondarenko | Cosmin Cotet Marcel-Ioan Miron        | 3-6, 6-2, 3-6        |
| 8.  | 21 ottobre 2006   | USA F26, Mansfield                               | Cemento     | Armin Sandbichler    | Jason Marshall Ryan Deheart           | 3-6, 5-7             |
| 9.  | 28 ottobre 2006   | USA F27, Baton Rouge                             | Cemento     | Armin Sandbichler    | Fritz Wolmarans Aleksandar Vlaski     | 5-7, 2-6             |
| 10. | 23 giugno 2007    | Belarus F4, Minsk                                | Terra rossa | Deniss Pavlovs       | Michail Elgin Aleksandr Krasnoruckij  | 3-6, 4-6             |
| 11. | 25 febbraio 2012  | Ukraine F1, Čerkasy                              | Cemento     | Stanislav Poplavskyy | Andriej Kapas Adam Chadaj             | 6-4, 6(3)-7, [2-10]  |
| 12. | 8 settembre 2012  | Brașov Challenger, Brașov                        | Terra rossa | Andrei Ciumac        | Marius Copil Victor Crivoi            | 7-6(8), 4-6, [10-12] |
| 13. | 13 aprile 2013    | Mersin Cup, Mersin                               | Terra rossa | Radu Albot           | Andreas Beck Dominik Meffert          | 7-5, 3-6, [8-10]     |
| 14. | 14 settembre 2013 | Banja Luka Challenger, Banja Luka                | Terra rossa | Dominik Meffert      | Marin Draganja Nikola Mektić          | 4-6, 6-3, [6-10]     |
| 15. | 7 febbraio 2015   | GB Pro-Series Glasgow, Glasgow                   | Cemento     | Serhij Bubka         | Wesley Koolhof Matwé Middelkoop       | 1-6, 4-6             |
| 16. | 9 gennaio 2016    | City of Onkaparinga ATP Challenger, Happy Valley | Cemento     | Denys Molčanov       | Matteo Donati Andrej Golubev          | 6-3, 6(5)-7, [1-10]  |
| 17. | 23 aprile 2016    | Nanjing Challenger, Nanchino                     | Terra rossa | Denys Molčanov       | Saketh Myneni Jeevan Nedunchezhiyan   | 3-6, 3-6             |
| 18. | 30 aprile 2016    | Kunming Open, Anning                             | Terra rossa | Denys Molčanov       | Bai Yan Riccardo Ghedin               | 6-4, 3-6, [6-10]     |
| 19. | 27 luglio 2019    | I. ČLTK Prague Open, Praga                       | Terra rossa | Andrej Golubev       | Ariel Behar Gonzalo Escobar           | 7-6(4), 5-7, [8-10]  |
| 20. | 15 maggio 2021    | Zagreb Open, Zagabria                            | Terra rossa | Andrej Golubev       | Evan King Hunter Reese                | 2-6, 6(4)-7          |
| 21  | 21 agosto 2021    | Sauerland Open, Lüdenscheid                      | Terra rossa | Denys Molčanov       | Ivan Sabanov Matej Sabanov            | 4-6, 6-2, [10-12]    |
| 22. | 13 novembre 2021  | Slovak Open, Bratislava                          | Cemento (i) | Denys Molčanov       | Filip Horanský Serhij Stachovs'kyj    | 4-6, 4-6             |
| 23. | 4 giugno 2022     | Surbiton Trophy, Surbiton                        | Erba        | Aisam-ul-Haq Qureshi | Julian Cash Henry Patten              | 6-4, 3-6, [9-11]     |